# كرانيشاوية
كرانيشاوية (الاسم العلمي: Cranichideae) هي قبيلة نباتية تتبع فصيلة السحلبية من رتبة الهليونيات.

## عمائر
- كرانيشينة (الاسم العلمي:Cranichidinae)
- لولوبينة (الاسم العلمي:Spiranthinae)

## أجناس
- لولوبة